# باولو جونيتشي تاناكا
باولو جونيتشي تاناكا (باليابانية: 田中 パウロ 淳一) (23 أكتوبر 1993 في تاكاساغو في اليابان – )؛ هو لاعب كرة قدم ياباني سابق كان يلعب كلاعب وسط.

## وصلات خارجية
- باولو جونيتشي تاناكا على موقع رابطة كرة القدم اليابانية للمحترفين (اليابانية)
- باولو جونيتشي تاناكا على موقع قاعدة بيانات كرة القدم.إي يو (الإنجليزية)
- باولو جونيتشي تاناكا على موقع Soccerway.com (الإنجليزية)
- باولو جونيتشي تاناكا على موقع عالم كرة القدم.نت (الإنجليزية)